# Chionoxantha margarita
Chionoxantha margarita là một loài bướm đêm trong họ Noctuidae.